# Härjänlax
Härjänlax (finska: Härjänlahti) är en by i Sommarnäs i Somero i det finländska landskapet Egentliga Finland. Byn ligger vid sjön Painiojärvi och år 2011 fanns det 60 invånare i byn. Sommarnäs kyrka finns i Härjänlax.

## Historia
Härjänlax ligger vid den sydliga stranden av den östligaste viken av Painionjärvi sjö, nära den nuvarande vägen som leder till Keltis. Enligt ortnamnsforskare har vikens gamla namn troligen varit Härjänlax, varifrån byn troligen fått sitt namn. Vid storskiftet var byn en egen jordebokskifteslag.
De gamla hemmanen i byn var Hurri, Hiiska och Suupus, varav de två sistnämnda var augmenten till den närliggande Palikais gård och ägdes av herrgården från och med 1761. År 1853 införlivades även den tredje gården, Hurri, med Palikais. Gårdarna slogs samman till Toivoniemi gård, som fortfarande ligger på byns historiska tomt vid stranden av Painionjärvi.